# Gianluca Pagliuca
Gianluca Pagliuca, italijanski nogometaš, * 18. december 1966, Bologna, Italija.
Pagliuca je nekdanji vratar, ki je z italijansko nogometno reprezentanco nastopil na 39 tekmah. Udeležil se je Svetovnih prvenstev 1990 kot rezervni vratar ter 1994 in 1998 kot prvi vratar. V klubski karieri je bil med letoma 1986 in 2007 član italijanskih moštev Sampdoria, Inter, Bologna in Ascoli. V italijanski prvi ligi Serie A je prvič nastopil 8. maja 1988, zadnjič pa 18. februarja 2007. S 592 odigranimi tekmami je trenutno igralec s petim največjim številom nastopov v tem tekmovanju. Znan je bil tudi kot vratar, ki je uspešno branil enajstmetrovke. S 24 ubranjenimi enajstmetrovkami je bil dolgo časa rekorder Serie A, preden je ta rekord januarja 2020 izenačil slovenski vratar Samir Handanović, ki ga je s 25. ubranjeno enajstmetrovko oktobra istega leta tudi izboljšal.

## Klubska kariera
Pagliuca je svojo kariero začel v mladinskih moštvih Bologne v rojstnem kraju. Leta 1986 je prestopil v Sampdorio, kjer je podpisal pogodbo s članskim moštvom. Čeprav je v Serie A prvič nastopil šele 8. maja 1988 na domači tekmi s Piso, je v sezoni 1987/1988 redno nastopal za moštvo Sampdorie, ki je osvojilo italijanski pokal. V začetku naslednje sezone 1988/1989 je postal prvi vratar Sampdorie. S tem klubom je dosegel tudi največ uspehov. Leta 1989 je Sampdoria ubranila naslov v italijanskem pokalu, leta 1990 osvojila evropski Pokal pokalnih zmagovalcev, leta 1991 naslov italijanskega prvaka, leta 1992 pa se je uvrstila v finale Lige prvakov, kjer jo je z 1:0 porazila Barcelona. Leta 1994 je Pagliuca s klubom osvojil tudi tretji naslov v italijanskem pokalu, nato pa je prestopil v Inter.
Z milanskim klubom je v letih 1997 in 1998 nastopil v dveh zaporednih finalih Pokala UEFA. Leta 1997, ko je finalni dvoboj zadnjič potekal po sistemu dveh tekem, doma in v gosteh, jih je po izvajanju enajstmetrovk premagal nemški klub Schalke, v naslednjem letu 1998 pa so s 3:0 na finalni tekmi v Parizu porazili rimski Lazio in osvojili naslov v tem tekmovanju. Leta 1999 je novi trener Interja postal Marcello Lippi, ki je iz Juventusa kot novega prvega vratarja pripeljal Angela Peruzzija, nakar je Pagliuca prestopil v člansko moštvo svojega mladinskega kluba Bologna, kjer je bil prvi vratar v naslednjih sedmih sezonah. V Serie A je v šestih sezonah nabral 206 nastopov, preden je Bologna leta 2005 izpadla v Serie B. Pagliuca je kljub temu ostal v klubu in v svoji sedmi sezoni z Bologno nastopil na 42 tekmah v italijanski drugi ligi.
Leta 2006 je prestopil v Ascoli, s čimer se je vrnil k nastopanju v Serie A. V drugem nastopu za Ascoli je 17. septembra 2006 na domači tekmi z Messino vpisal svoj 571. nastop v italijanski prvi ligi, s čimer je izboljšal rekord za vratarje, ki ga je do tega časa imel Dino Zoff. Svoj zadnji nastop za Ascoli je vpisal 18. februarja 2007 na domači tekmi z Udinesejem, kar je bil njegov 592. nastop na tekmah Serie A. Po koncu sezone 2006/2007 je končal svojo igralsko kariero.

## Reprezentančna kariera
Pagliuca je bil član italijanske reprezentance na Svetovnem prvenstvu 1990, ko je v domači državi osvojila tretje mesto, vendar kot rezervni vratar ni nastopil na nobeni tekmi. Za izbrano vrsto je prvič nastopil šele leto dni kasneje na prijateljski tekmi s Sovjetsko zvezo. Proti koncu leta 1992 je postal prvi vratar Italije ter je redno nastopal na kvalifikacijskih tekmah za Svetovno prvenstvo 1994.
Po uspešni uvrstitvi na zaključno tekmovanje Svetovnega prvenstva 1994 v Združenih državah Amerike je obdržal mesto prvega vratarja italijanske izbrane vrste, ki jo je vodil Arrigo Sacchi. Na drugi tekmi skupinskega dela proti Norveški je postal prvi vratar v zgodovini Svetovnih prvenstev, ki je prejel rdeči karton, zaradi česar ga je doletela prepoved nastopanja na dveh tekmah. Po vrnitvi je bil vratar moštva, ki si je z zmagama z 2:1 proti Španiji v četrtfinalu in Bolgariji v polfinalu priborilo nastop na finalni tekmi proti Braziliji, ki je bila odločena šele po izvajanju enajstmetrovk. Kljub temu, da je Pagliuca ubranil strel brazilskega branilca Márcia Santosa, je Italija finale izgubila po tem, ko je Roberto Baggio streljal preko vrat.
Pagliuca je na prvih štirih kvalifikacijskih tekmah za Evropsko prvenstvo 1996 obdržal mesto prvega vratarja Italije, preden ga je leta 1995 izpodrinil Angelo Peruzzi. Leta 1996 ni nastopil na nobeni tekmi A-reprezentance in ni bil uvrščen na seznam igralcev za zaključno tekmovanje Evropskega prvenstva v Angliji, kljub temu pa je bil eden treh starejših igralcev, ki so na Olimpijskih igrah nastopali za mladinsko izbrano vrsto, ki jo je vodil Cesare Maldini.
Maldini je leta 1998 kot trener A-reprezentance uvrstil Pagliuco na seznam igralcev za zaključno tekmovanje Svetovnega prvenstva v Franciji, vendar je bil načrtovan kot rezervni vratar. Po poškodbi Peruzzija kratko pred prvo tekmo je Pagliuca znova dobil priložnost ter je nastopil na vseh petih tekmah. Kljub temu, da je ubranil strel francoskega branilca Bixenteja Lizarazuja, je domača ekipa v četrtfinalu z boljšim izvajanjem enajstmetrovk izločila Italijo in kasneje osvojila svoj prvi naslov svetovnega prvaka.
Peruzzi se je vrnil, ko so se septembra 1998 začeli kvalifikacijski boji za Evropsko prvenstvo 2000, nato pa sta se za mesto prvega vratarja Italije potegovala Francesco Toldo in Gianluigi Buffon, ki sta bila rezervna vratarja na turnirju v Franciji. S tem se je za Pagliuco kariera v izbrani vrsti po 39 nastopih končala.